# Brian Dorby
Brian Dorby (14 settembre 1982) è un calciatore seychellese, di ruolo centrocampista.